# Varulv
Varulv (norsky vlkodlak) je rakouská black metalová kapela ze Štýrska založená v roce 2006.
Debutové studiové album s názvem Hellish Presence vyšlo v roce 2011 u firmy Naturmacht Productions. Celkem má skupina na svém kontě čtyři řadová alba (k roku 2025).
Logo kapely obsahuje grafický prvek dvou šibenic s oprátkami. Texty čerpají ze severské mytologie, objevují se v nich témata smrti, lykantropie a čarodějnictví.

## Diskografie
Dema
- Under a Blood Red Moon (2006)[1]

Studiová alba
- Spiritual Twilight (2005)
- Wolfszorn (2015)
- Sagenlieder (2017)
- Kerker, Todt und Teyfl (2020)

Split nahrávky
- Varulv / Hellsaw (2006)
- When Life Brings Sorrow Beyond Death... (2012) – split CD kapel Tattered Soul, Varulv a Nightforest
- Unterweltmysterien (2019) – split CD kapel Wintarnaht a Varulv